# Fezzan

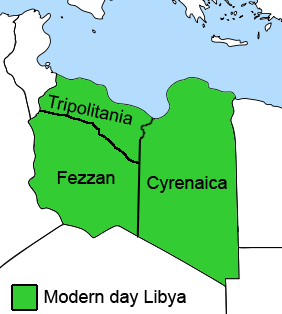
Fezzan

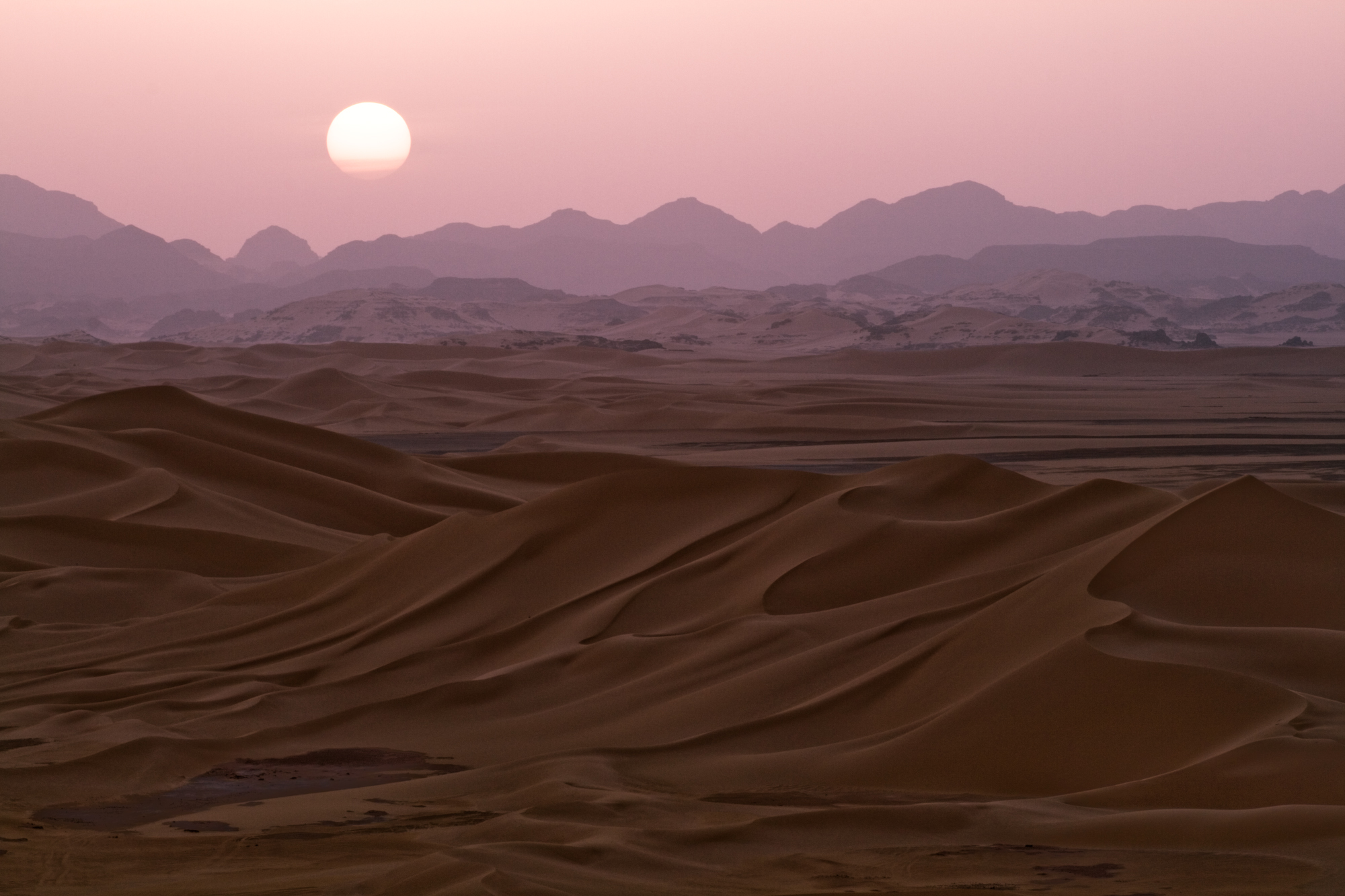
Dunes a Fezzan

Fezzan (àrab: فزان, Fazzān; llatí: Phasania, catalanitzat Fasània— és una regió del sud-oest de Líbia que va existir com a regió històrica primer, i després com a entitat administrativa otomana (sandjak) del 1843 al 1912, districte militar especial del 1943 al 1951 i província autònoma del 1951 al 1963. La major part de la seva superfície és desert, trencat per muntanyes, grans dunes i valls de rius secs; alguns oasis permeten la vida. El poble que hi viu s'anomena fazazna, plural de fazzaní.
Modernament, el Fezzan, segons la darrera divisió administrativa de Líbia, inclou les municipalitats següents (cadascuna de les quals és un districte administratiu):
- Wadi al-Shatii
- Wadi al-Hayaa
- Jufra (Hun)
- Ghadames
- Murzuk
- Sabha (Sebha)
- Ghat

La capital de la regió i avui la ciutat més gran és Sabha.

## Geografia
Les valls més importants són les de Wadi al-Shatii i Wadi Irawan. Les muntanyes del Tibesti creuen la frontera cap al Txad. Els grans ergs o mars de dunes cobreixen bona part del territori. La regió està habitada per tuaregs al sud-oest i per tubus al sud-est; al nord hi ha àrabs, amazics, tuaregs, tubus i barreges de tots ells. La regió ocupa 551.170 km², el 30% de la superfície de Líbia, però la població hi és molt reduïda (vers el 5%). El 1954 la població era de 59.315 habitants. Està a 600 km al sud de la costa entre els paral·lels 24 i 28. La pluviometria és d'entre 5 i 12 mm any; els estius són calorosos però no tòrrids, però el territori és molt sec.

## Història

### Prehistòria
Hi ha proves d'habitació del Paleolític mitjà a les depressions; abundants són les restes del Neolític quan el Fezzan va fer part de la gran cultura neolítica sahariana, a la qual corresponen nombroses mostres de pintures rupestres que es troben repartides pel territori, corresponents a dos períodes diferents, un de més primitiu i un de més modern, amb abundància en els dos casos d'animals i caçadors.

### Edat antiga
Els garamants (esmentats per Heròdot), que vivien al segle v aC i van existir fins al segle v dC, foren el continuadors d'aquestes cultures; l'element ètnic era amazic amb barreja amb negres. Les nombroses tombes excavades pels italians així ho demostren. S'hi han trobat ceràmiques romanes dels segles II al VI que confirmen l'intens tràfic comercial entre els garamants i els romans, i després els romans d'Orient. Els garamants dominaven el comerç saharià primer entre Cartago i els pobles més al sud, i després entre Roma i els pobles del sud de Líbia i oest d'Àfrica. Els garamants eren sovint aliats dels gètuls, la frontera amb els quals se situa al riu Bagradas i a la muntanya Usargala. Heròdot els situa al sud dels nasamons, a l'est dels maces (macae) i diu que els oasis anaven d'Augila al país dels atarantes o atarants (a l'oest) i d'Augila a Zuila (a l'est), i cap al nord fins al país dels lotòfags (la costa de Sirte). Heròdot esmenta els negres del sud que vivien en coves (a les muntanyes del Tibesti). El nom els fou donat pels grecs i deriva de la seva capital Garama (moderna Germa o Djerma, a uns 150 a l'oest de Sabha). Vers el 500 aC, ja eren un poder local; Heròdot els descriu com un poble ramader i que capturava esclaus negres; se sap que la seva primera capital fou Zinchecra, no gaire lluny de Garama, que ha estat excavada. Se sap que tenien vuit ciutats principals, de les quals tres ja han estat excavades, i tenien també un gran nombre d'establiments menors. Garama tenia una població d'uns quatre mil habitants i altres sis mil vivien en pobles de la rodalia. El poble era essencialment granger i mercader, però demostraren uns grans coneixements d'enginyeria amb l'aprofitament de les aigües subterrànies. La seva religió estava influïda per la dels egipcis i l'escriptura utilitzada era la libicoamaziga. La troballa principal fins ara és la sèrie de túnels subterranis i conductes que permetien aprofitar l'aigua del subsòl, sistema que fou construït principalment en un període entre vers el 200 aC i el 200 dC. Aquests túnels o qanats, coneguts pels amazics com a foggares, van permetre una gran expansió de l'agricultura, però va caldre la utilització massiva d'esclaus tant per a la construcció com per al manteniment.
Tàcit esmenta que havien atacat alguns establiments de la costa. Plini el Vell també diu que, al segle i aC, van atacar els establiments romans a la zona costanera del nord d'Àfrica. Luci Corneli Balb Gadità va fer una expedició contra ells i va ocupar quinze ciutats el 19 aC, però això no els va impedir després ajudar Tacfarines. El 70, van ajudar la ciutat d'Oea (Trípoli de Líbia) a assetjar i saquejar Leptis Magna, i a això va seguir una nova expedició romana dirigida per Valeri Fest el mateix any 70, que els va obligar a establir relacions oficials amb Roma, i n'esdevingueren un estat client, però la situació es va extingir al segle iii amb l'inici de la decadència imperial. El nom de Fasània s'aplicava als oasis de la regió en general (exclosos Ghat i Ghadames).

### Edat mitjana
Vers el 400, les condicions climàtiques van empitjorar. La zona del sud de Líbia, llavors ben cultivada, va acabar sent un desert i les aigües subterrànies s'esgotaven i no es recuperaven o almenys no ho feien prou ràpidament. El regne es va fragmentar i el Regne de Ghana, a l'oest, va agafar-ne el relleu en el comerç. Encara el 569, s'esmenta un tractat de pau entre el Regne dels garamants i l'Imperi Romà d'Orient, en el qual el regne acceptava el cristianisme. El 642, els àrabs van arribar a Garama. El 667, Ukba ben Nafi va conquerir el país per al califat. El 668, un rei dels garamants, cristià, fou empresonat pels musulmans i el regne va desaparèixer. Els musulmans no s'hi van establir de fet fins al segle x, quan el 918 un amazic anomenat Ibn Khattab al-Hawwarí va fundar Zawila, que va esdevenir un pròsper centre de caravanes on es feia el comerç d'esclaus. La seva nissaga, els Banu Khattab, van governar el Fezzan. El territori tornava a prosperar amb nombroses foggares que permetien aprofitar l'aigua. Garama (àrab: Djerma) i Sabha eren els principals centres després de Zawila. Al segle xii, s'informa d'atacs de nòmades àrabs. Zawila es va rodejar de muralles.
El 1190, l'armeni Xàraf al-Din Qaràqux, antic senyor de Trípoli fins al 1187, amb els seus mercenaris turcs oghuz (d'on el seu malnom d'al-Ghuzzi), i aliat dels Banu Sulaym de Cirenaica i de Yahya Ibn Ghaniya que dominava Tripolitana i el sud d'Ifríqiya, se'n va anar al Fezzan i va enderrocar els Banu Khattab. Fezzan va passar al mallorquí Yahya el 1195, i els Banu Ghaniya van conservar la regió uns anys. El 1209, ja hi dominaven els reis negres de l'Imperi de Kanem, que hi tenien un governador (mai) amb seu a Traghen (a 70 quilòmetres a l'occident de Zawila). Fou en aquest temps que es van abandonar les foggares.

### Edat modena
Amb les guerres del Kanem contra el Bornu a la primera part del segle xvi, el domini del primer a Fezzan es va acabar i els Awlad Muhammad, una dinastia xerifiana d'origen marroquí que havia fundat Murzuk, va prendre el poder. Vers 1565, governava al-Muntasir ibn Muhammad. Murzuk va esdevenir-ne la capital.
El 1551, els otomans es van instal·lar a Trípoli. El 1577/1578, van fer el primer intent d'establir-se a Fezzan i diverses vegades van establir-hi governadors. Els Awlad Muhammad van esdevenir tributaris, de vegades revoltats, i van caler algunes expedicions, com la del 1679, quan Murzuk fou saquejada pels otomans. Els Awlad Muhammad, però, n'eren virtuals sobirans.

### Període contemporani: domini otomà
El 1710, els Karamanli van iniciar el seu poder a Trípoli, que va durar fins a 1835, però el Fezzan se'ls hi va escapar. Hi van fer expedicions infructuoses el 1716, 1718, 1731-1732 i 1811. A la segona meitat del segle xviii, hi va haver tranquil·litat amb els Awlad Muhammad pagant tribut i els otomans deixant fer. El 1811, el poder fou ocupat per l'usurpador Yusuf al-Mukkani (1811-1831), que fou expulsat el 1831 pels Awlad Sliman dirigits per Abd al-Djalil Sif al-Nasr (Sayf al-Nasir) ibn Rad (1831-1842).
Els otomans van recuperar el domini directe de Trípoli el 1835, el mateix any que es va revoltar al front de l'Awlad Muhammad el seu cap Djumah ibn Khalifa (1835-1842). Els otomans van fer una expedició el 1842 i van matar l'Abd al-Djalil en combat i van rebutjar els Awlad Sliman cap a Kanem (on van restar fins al 1911); pacificant els Awlad Muhammad. El 1843, es va constituir el territori en sandjak depenent del wilayat de Trípoli i dividit en districtes (qadà) i circumscripcions (nàhiya). Ghat va quedar fora del sandjak. El primer sandjakbeg fou Bekir Pasha (1842-1846) i el va seguir Hasan Pasha al-Balazi (1846-1855). El territori fou lloc de desterrament dels opositors. Una nova revolta de Djumah ibn Khalifa (1854) es va liquidar el 1856.
Els governadors otomans dels sandjak no són coneguts més que parcialment:
- Bekir Pasha 1842 - 1846
- Hassan Pasha al-Balazi 1846 - 1855
- Desconegut 1855 - 1859
- Halim Pasha 1859 - 1865
- Hamid Bey (interí) 1865
- Halim Pasha 1865 - 1870
- Desconegut/s 1870-187?
- Mustafa Faik Pasha 187? - 1882
- Desconeguts 1882 - 1900
- Mahmud Bey 1900 - 1906
- Samih Bey 1906 - 1909

El 1909 va passar a mans del senusites sota un governador de la secta, anomenat Sayyid Muhammad al-Abid.

### Domini italià
Els italians van desembarcar a Trípoli el 5 d'octubre de 1911. El tractat d'Ouchy va posar fi al domini otomà a Líbia (19 d'octubre de 1912). Entre gener i agost de 1914, van entrar al Fezzan que estava en mans dels senusites. La columna Miani venia de Sirte i va ocupar Sabha, Murzuk i Ghat entre altres localitats, però els nòmades resistien incitats pels senusites. L'esclat de la Primera Guerra Mundial va obligar els italians a retirar les tropes (desembre de 1914 i gener de 1915) i els senusites hi van retornar. Sayyid Muhammad al-Abid fou governador fins al 1923. Fins al desembre de 1929, no hi van retornar els italians a les ordres del general Graziani, que venien de Hun (Jufra). En poques setmanes, tot el Fezzan fou ocupat, incloent-hi Ghat i Gatrun (febrer de 1930). Els italians van convertir el territori en comandància militar depenent del govern general de Líbia fins al 1936, en què es va unir a la Comandància del Territori del Sud de Líbia amb seu a Hun. L'administració italiana feixista fou, en termes generals i comparativament al que s'havia fet fins aleshores, bona.

### Segona Guerra Mundial: ocupació francesa
El desembre de 1942, es van presentar a la regió forces franceses lliures dirigides pel general Leclerc, que el 7 de gener de 1942 van ocupar Murzuk sense quasi resistència. En dies successius es van ocupar Sabha i altres localitats i tot el Fezzan, i els francesos es van unir llavors al VIII exèrcit britànic que marxava a Tunísia. Per un acord francobritànic signat el gener de 1943, el Fezzan i Ghadames van formar un territori especial depenent de la Direcció dels Territoris del Sud d'Algèria, mentre que Ghat era annexionat al territori algerià de Djanet (Fort Charley). Els francesos van dividir el Fezzan en tres subdivisions: Shati, Sabha-Ubari (o Sebha-Ubari) i Murzuk. L'administració francesa va seguir el passos de la italiana i fou beneficiosa per al territori. El 1946, després de la guerra, es va nomenar un governador nadiu, Ahmad Sayf al-Nasir, amb el títol d'hakim que va canviar a valí (wali) el 12 de febrer de 1950.

### Independència de Líbia
El 24 de desembre de 1951, es va formar el Regne Unit de Líbia sota Muhammad Idris al-Sanusi (Idris I de Líbia), i Fezzan va esdevenir una de les tres províncies autònomes, i el valí Ahmad va passar a ser el governador. Abdul Jalil Sayf an-Nasr fou primer ministre del territori. Els francesos van evacuar Fezzan, Ghat i Ghadames després del tractat francolibi del 10 d'agost de 1955. El 1956, el càrrec va passar a Omar Sayf an-Nasr. El 1963, les províncies autònomes foren abolides i substituïdes per una nova divisió administrativa en la qual el Fezzan no tenia existència jurídica.